# Helymaeus notaticollis
Helymaeus notaticollis là một loài bọ cánh cứng trong họ Cerambycidae.